# Roy Fernández Galán
Roy Fernández Galán   (Santiago de Compostel·la, 1980) és un escriptor, articulista, influenciador i activista LGTBI espanyol.

## Vida primerenca
Malgrat que va néixer a Galícia, ha viscut la major part de la vida a les Illes Canàries. Fill d'una família homoparental des dels cinc anys, la seva mare Sol va morir quan ell tenia 13 anys i en va tindre cura l'altra mare, Rosa, com també de la seva germana bessona Noa.

## Formació
El 2003, va llicenciar-se en Dret a la Universitat de La Laguna.
Va ser alumne de l'Escola Canària de Creació Literària en els tallers de novel·la, relat breu, poesia, adaptació de guió i anàlisi cinematogràfica i en els cursos de creació literària, alliberament de recursos expressius i en el vademècum de l'escriptor. També hi ha fet classes com a professor adjunt en diferents cursos, com ara el d'adaptació cinematogràfica, creació literària i alliberament de recursos expressius. Ha elaborat relats més d'una vegada en l'obra col·lectiva Y así sería para siempre, editada per la mateixa institució.

## Carrera
Va treballar durant onze anys en l'administració del Govern de Canàries. A partir del 2013, va passar a prendre's l'escriptura com una activitat professional. El 2016, va sortir al mercat el seu primer llibre, Irrepetible, amb l'editorial Alfaguara. El 2017, es va presentar en la llista d'Íñigo Errejón a l'Assemblea Ciutadana de Podem, i el 2019 a la llista de Més Madrid a l'Ajuntament de Madrid encapçalada per Manuela Carmena.
A més, publica articles en diferents mitjans de comunicació, que van de la revista Cuerpomente al diari digital La Mirada Común, a més del lloc web de La Sexta.
El 1r de gener del 2013, va crear una pàgina a Facebook com a treball de fi de curs de community manager. De llavors ençà, escriu texts gairebé cada dia a xarxes socials com ara Facebook, Twitter i Instagram, i són vists i compartits per milers de persones.

## Ideologia política
Roy Galà es declara feminista, aliat feminista, i parla sobre qüestions entorn del feminisme i la situació de les dones en el món en tot moment i en tots els mitjans. Així, és un dels setze hòmens que la periodista i autora feminista Nuria Coronado Sopeña va interviuar per al llibre Hombres por la igualdad, en què els entrevistats exposen que la lluita per la igualtat de gènere i l'exterminació del masclisme també correspon als homes.

## Premis i reconeixements
El 2019, se li va atorgar el Premi Krámpack en el marc del Festival Internacional de Cinema LGBT d'Extremadura.

## Obra literària

### Com a autor
- Irrepetible (Alfaguara, 2016)
- La ternura (Alfaguara, 2017)
- Nadie dentro de ti (Alfaguara, 2018)
- Haz que no parezca amor (Nube de Tinta, 2019)[19]
- Las alegrías (Continta me tienes, 2019)
- Fuerte (Alfaguara, 2020)

### Com a col·laborador
- (h)amor 3 celos y culpas (Continta me tienes, 2018)
- (h)amor 4, (h)amor propio (Continta me tienes, 2019)